# 斯維諾什諾耶湖
55°32′48″N 39°47′25″E / 55.54667°N 39.79028°E

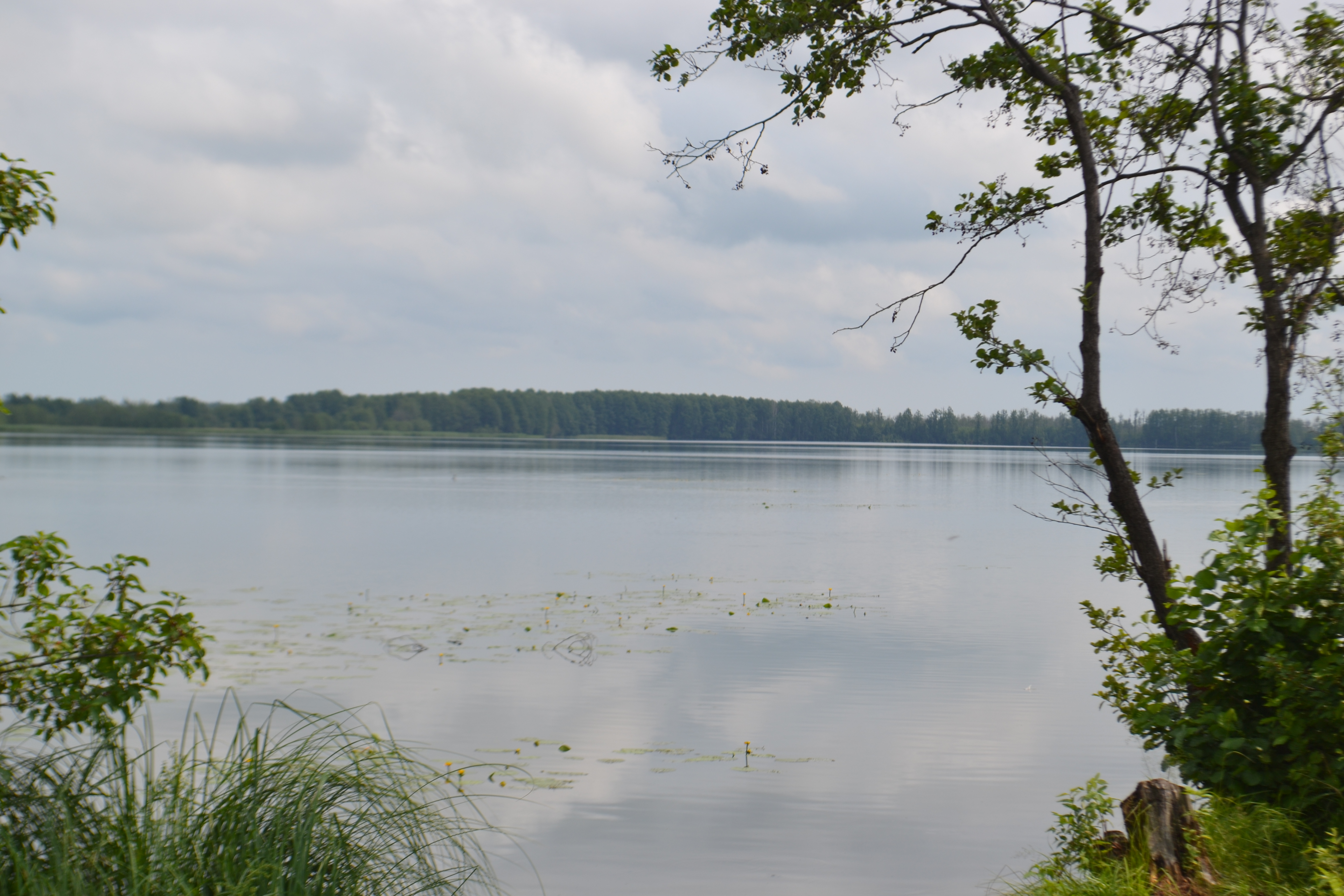

斯維諾什諾耶湖（俄语：Свиношное），是俄羅斯的湖泊，位於該國西部，由莫斯科州負責管轄，處於沙圖拉區，長1.65公里、寬1.1公里，面積1.1平方公里，海拔高度120米，最大水深2米。